# Polizeiruf 110: Ein unbequemer Zeuge
Ein unbequemer Zeuge ist ein deutscher Kriminalfilm von Helmut Krätzig aus dem Jahr 1977. Der Fernsehfilm erschien als 50. Folge der Filmreihe Polizeiruf 110.

## Handlung
Karl Bergemann wuchs bei seiner Oma auf, bei der er auch als Erwachsener noch lebt. Er war ein liebes Kind, wie Oma Bergemann betont, ist jedoch als Erwachsener auf die schiefe Bahn geraten. Er saß im Gefängnis und schlägt sich jetzt mit Betrügereien durch, die er vor seiner Oma zu verbergen versucht. Seine große Liebe ist sein Pferd, das er pflegt. Von Arbeit hält er nicht viel. Geld verdient er sich mit dem Diebstahl von teuren Elektrogeräten. Dabei folgt er Lastwagen vom Centrum Warenhaus, beobachtet, bei welchen Kunden die Geräte abgeliefert werden, und sucht diese Kunden wenig später auf. Stets behauptet er, dass die Geräte einen Defekt aufwiesen, er sie mitnehmen müsse, jedoch am nächsten Tag ein Ersatzgerät schicken werde. Zusammen mit seinem Komplizen Johannes Tenger ergaunert er so zwei Gefriertruhen, die er auf seinem Grundstück zwischenlagert. Während der Diebestour hat sich das Kleinkind Marina Langstengel beim Versteckspielen im Barkas von Bergemann verkrochen. Marina gelingt es nicht, rechtzeitig aus dem Barkas zu steigen. Sie wird eingeschlossen, als Bergemann den Wagen mittags in seiner Garage abstellt.
Frau Langstengel fällt am frühen Nachmittag auf, dass ihr Kind verschwunden ist. Oberleutnant Peter Fuchs und Leutnant Vera Arndt werden mit den Ermittlungen betraut und finden schnell heraus, dass Marina zu der Zeit verschwand, in der in derselben Straße ein vermeintlich defekter Gefrierschrank abgeholt wurde. Dennoch ist nicht klar, ob beide Taten miteinander in Verbindung stehen. Am Abend finden Bergemann und seine Freundin Rita Morgenstern die völlig durchkühlte Marina im Barkas. Beide wollen einen Gefrierschrank für den Weiterverkauf fertig machen, doch stört nicht nur das Kind dieses Vorhaben, sondern auch Johannes Tenger, der plötzlich erscheint. Er befürchtet, von Bergemann übervorteilt zu werden. Der hat stets darauf geachtet, dass Tenger nicht weiß, wer er ist und wo er wohnt. Nun reagiert er unbeherrscht und sagt den Verkauf des Gefrierschrankes kurzerhand ab. Rita kümmert sich unterdessen um Marina, wäscht sie und legt sie schlafen. Sobald ihre Sachen getrocknet sind, soll sie zur Familie zurückgebracht werden, zumal Marina ihren Namen und ihre Anschrift nennen kann.
Frau Langstengel erhält wenig später einen anonymen Brief, dass es ihrer Tochter gut gehe, und sie sie bald wiederhaben werde. Bergemann wiederum weigert sich, Marina direkt bei den Eltern abzuliefern, und will sie stattdessen an einer Bushaltestelle aussetzen. Widerstrebend stimmt Rita zu, doch muss sie den Wagen verlassen, bevor sie die Bushaltestelle erreichen. Bergemann verwirft seinen Plan, als er in der Bushaltestelle auf ein Pärchen trifft. Er fährt mit dem Kind in der Kleinstadt umher.
Einige Zeit später erscheint der nun immer öfter drängelnde Tenger bei Bergemann. Er hat in der Zeitung eine Vermisstenanzeige gelesen, in der nach dem Kind gesucht wird, das er damals bei Bergemann im Barkas gesehen hatte. Bergemann wiegelt ab. Frau Langstengel erhält einen weiteren Brief, in dem ein Übergabeort für Marina genannt wird. Zwar sind Peter Fuchs und Vera Arndt mit anderen Polizisten vor Ort, um die Täter zu stellen, doch erscheint niemand. Rita distanziert sich unterdessen von Bergemann, lässt ihn nicht in ihre Wohnung und verweigert auch sonst den Umgang mit ihm.
Tenger will den Verdacht, dass beide etwas mit dem Verschwinden des Kindes zu tun haben, ausräumen, indem sie einfach einen neuen Diebstahl unternehmen. Bergemann lässt sich überzeugen und versucht, nach der gleichen Masche wie bei den Gefrierschränken nun an neue Fernseher zu kommen. Das erste potenzielle Opfer schöpft jedoch Verdacht, lässt die Polizei alarmieren und merkt sich das Nummernschild des Barkas. Die Ermittler kommen Bergemann auf die Schliche. In seinem Barkas finden sich die Spuren eines Kleinkindes, und auch in der Wohnung weisen verschiedene Fingerabdrücke darauf hin, dass ein Kind im Haus war. Marina jedoch bleibt verschwunden, und Bergemann redet nicht. Ein frisch umgegrabenes Feld im Garten der Bergemanns wird ausgehoben, doch finden sich darin nur die beiden gestohlenen Gefrierschränke.
Oma Bergemann bringt die Ermittler schließlich auf die richtige Spur, indem sie Vera Arndt die Adressen sämtlicher Liebschaften ihres Enkels nennt. In Ritas Wohnung sehen die Ermittler, dass hier auch ein Kind wohnt, und tatsächlich treffen wenig später Rita und Marina ein. Rita wird festgenommen und Marina zurück zur Mutter gebracht. Im Verhör meint Rita, sie sei Bergemann in der Nacht nachgegangen, als er das Kind aussetzen wollte. Sie habe Marina schließlich in einem Hausflur gefunden und mit in ihre Wohnung genommen. Später habe sie das Kind jedoch auch nicht zu ihren Eltern zurückgebracht, sondern sich lieber wie eine Mutter um Marina gekümmert. Dass die Eltern ihr Kind suchen, habe sie verdrängt, sei ihr die ganze Situation doch am Ende über den Kopf gewachsen.

## Produktion
Ein unbequemer Zeuge wurde vom 1. Juni bis 17. Juli 1977 in Berlin sowie in Leipzig und Umgebung gedreht. Die Kostüme des Films schuf Barbara Pitra, die Filmbauten stammen von Werner Jagodzinski. Der Film erlebte am 4. Dezember 1977 auf DDR 1 seine Fernsehpremiere. Die Zuschauerbeteiligung lag bei 56,9 Prozent.
Es war die 50. Folge der Filmreihe Polizeiruf 110. Oberleutnant Peter Fuchs ermittelte in seinem 31. Fall und Leutnant Vera Arndt in ihrem 34. Fall.

## Trivia
In diesem Film ist ab Minute 15 Oberleutnant Peter Fuchs’ zirka fünfjährige Tochter Manuela zu sehen, und auch die Mutter, mit der Fuchs der Handlung zufolge zusammenlebt, wird erwähnt.